# Robin Lopez
Robin Byron Lopez (* 1. April 1988 in Los Angeles, Kalifornien) ist ein US-amerikanischer Basketballspieler, der zuletzt in der NBA bei den Milwaukee Bucks spielt, wo er auf der Center-Position eingesetzt wurde. Er ist der Zwillingsbruder von Brook Lopez.

## College-Karriere
Robin Lopez bestritt von 2006 bis 2008 zwei Spielzeiten für das hauseigene Team der Stanford University, für Stanford Cardinal. Hierbei erzielte er pro Spiel 8,9 Punkte, 5,5 Rebounds und 2,3 Shotblocks.

## NBA-Karriere
Bei der NBA-Draft 2008 wurde Robin Lopez an 15. Stelle von den Phoenix Suns ausgewählt und damit fünf Positionen hinter seinem Zwillingsbruder Brook. In seinem ersten Jahr als Rookie konnte er durchschnittlich 3,1 Punkte und 2,0 Rebounds beitragen. Seine Einsatzzeit belief sich auf 10,2 Minuten pro Spiel.
Robin Lopez wurde im Sommer 2012 zu den New Orleans Hornets transferiert. Für die Hornets lief Lopez bis Sommer 2013 auf. Nach Ablauf seines Vertrages in New Orleans wechselte er innerhalb der Liga zu den Portland Trail Blazers. In Portland gelang ihm der Durchbruch. Er startete in allen 82 Spielen und erzielte 11,1 Punkte, holte 8,5 Rebounds und blockte 1,7 Würfe pro Spiel. Aufgrund seiner physischen Spielweise avancierte Lopez in Portland zum Publikumsliebling. In der Saison 2014–2015 brach er sich die Hand und fiel einen Monat aus. Im Sommer 2015 verließ Lopez die Trailblazers und wechselte zu den New York Knicks. Nach einer Saison in New York wurde er im Sommer 2016 in einem fünf Spieler umfassenden Trade zu den Chicago Bulls geschickt. Am 12. Juli 2019 unterschrieb er bei den Milwaukee Bucks als Free Agent.
Im August 2021 unterschrieb er einen Einjahresvertrag bei den Orlando Magic.

## Karriere-Statistiken

### NBA

#### Reguläre Saison
| Saison  | Team        | GP  | GS  | MPG  | FG % | 3P % | FT % | RPG | APG | SPG | BPG | PPG  |
| ------- | ----------- | --- | --- | ---- | ---- | ---- | ---- | --- | --- | --- | --- | ---- |
| 2008–09 | Phoenix     | 60  | 7   | 10.2 | .518 | .000 | .691 | 2.0 | 0.1 | 0.2 | 0.7 | 3.2  |
| 2009–10 | Phoenix     | 51  | 31  | 19.3 | .588 | —    | .704 | 4.9 | 0.1 | 0.2 | 1.0 | 8.4  |
| 2010–11 | Phoenix     | 67  | 56  | 14.8 | .501 | —    | .740 | 3.2 | 0.1 | 0.3 | 0.7 | 6.4  |
| 2011–12 | Phoenix     | 64  | 0   | 14.0 | .461 | —    | .714 | 3.3 | 0.3 | 0.3 | 0.9 | 5.4  |
| 2012–13 | New Orleans | 82  | 82  | 26.0 | .534 | —    | .778 | 5.6 | 0.8 | 0.4 | 1.6 | 11.3 |
| 2013–14 | Portland    | 82  | 82  | 31.8 | .551 | .000 | .818 | 8.5 | 0.9 | 0.3 | 1.7 | 11.1 |
| 2014–15 | Portland    | 59  | 59  | 27.8 | .535 | .000 | .772 | 6.7 | 0.9 | 0.3 | 1.4 | 9.6  |
| 2015–16 | New York    | 82  | 82  | 27.1 | .539 | .000 | .795 | 7.3 | 1.4 | 0.2 | 1.6 | 10.3 |
| 2016–17 | Chicago     | 81  | 81  | 28.0 | .493 | .000 | .721 | 6.4 | 1.0 | 0.2 | 1.4 | 10.4 |
| 2017–18 | Chicago     | 64  | 64  | 26.4 | .530 | .286 | .756 | 4.5 | 1.9 | 0.2 | 0.8 | 11.8 |
| 2018–19 | Chicago     | 74  | 36  | 21.7 | .568 | .226 | .724 | 3.9 | 1.2 | 0.1 | 1.1 | 9.5  |
| 2019–20 | Milwaukee   | 66  | 5   | 14.5 | .492 | .333 | .528 | 2.4 | 0.7 | 0.2 | 0.7 | 5.4  |
| 2020–21 | Washington  | 71  | 9   | 19.1 | .633 | .278 | .723 | 3.8 | 0.8 | 0.2 | 0.6 | 9.0  |
| 2021–22 | Orlando     | 36  | 9   | 17.0 | .553 | .333 | .593 | 3.5 | 1.5 | 0.1 | 0.5 | 7.1  |
| Gesamt  | Gesamt      | 939 | 603 | 21.9 | .536 | .294 | .742 | 4.9 | 0.8 | 0.2 | 1.1 | 8.7  |

#### Play-offs
| Saison  | Team       | GP | GS | MPG  | FG % | 3P % | FT %  | RPG | APG | SPG | BPG | PPG  |
| ------- | ---------- | -- | -- | ---- | ---- | ---- | ----- | --- | --- | --- | --- | ---- |
| 2009–10 | Phoenix    | 6  | 6  | 17.3 | .543 | —    | 1.000 | 4.0 | 0.0 | 0.3 | 0.2 | 7.8  |
| 2013–14 | Portland   | 11 | 11 | 33.4 | .489 | —    | .667  | 9.2 | 0.8 | 0.5 | 1.8 | 10.0 |
| 2014–15 | Portland   | 5  | 5  | 23.4 | .600 | —    | 1.000 | 4.4 | 0.6 | 0.2 | 1.0 | 5.2  |
| 2016–17 | Chicago    | 6  | 6  | 27.0 | .654 | —    | 1.000 | 7.2 | 0.8 | 0.5 | 1.0 | 12.7 |
| 2019–20 | Milwaukee  | 3  | 0  | 7.0  | .750 | —    | —     | 1.3 | 0.0 | 0.0 | 0.0 | 2.0  |
| 2020–21 | Washington | 5  | 0  | 14.6 | .720 | —    | .250  | 1.8 | 0.0 | 0.0 | 0.8 | 7.4  |
| Gesamt  | Gesamt     | 36 | 28 | 23.4 | .575 | —    | .769  | 5.6 | 0.5 | 0.3 | 1.0 | 8.4  |